# Bell H-12
El Bell R-12 (Model 48), redesignado como Bell H-12, fue un helicóptero utilitario militar estadounidense de los años 40 del siglo XX, construido por la compañía Bell Helicopter.

## Diseño y desarrollo
Durante 1946, Bell Helicopter comenzó el desarrollo de un nuevo helicóptero utilitario, el Model 42, mucho mayor que el Model 47, que utilizaba una versión agrandada del sistema del rotor de este último. Fueron construidos tres prototipos, pero serios problemas de rotor y la complejidad de los sistemas mecánicos imposibilitaron la producción en serie. La variante inicial del Model 42 era civil, pero las Fuerzas Aéreas del Ejército de los Estados Unidos ordenaron el desarrollo de su variante militar, el Model 48, del cual fueron ordenados dos prototipos como XR-12, equipados con un solo motor radial Pratt & Whitney R-1340-AN-1 de 403 kW (540 hp) y presentaban acomodo para cinco personas. De construcción muy similar al Model 42, el Model 48 tenía un mástil del rotor más corto. Fue ordenado un lote de producción de 34 helicópteros, bajo la designación R-12A, pero fue cancelado en 1947.
Otro prototipo agrandado (el XR-12B, Model 48A) con asientos para ocho pasajeros más dos pilotos y un motor más potente Pratt & Whitney R-1340-55 (447 kW) también fue ordenado, seguido por 10 helicópteros YR-12B de preserie, con morro acristalado en vez del de tipo coche de los Model 42 y XR-12. Mientras realizaba las pruebas de vuelo fue redesignado H-12, pero los resultados no fueron satisfactorios, ya que hubo problemas serios con el rotor principal debido a oscilaciones y a las pobres prestaciones de gobierno del mismo.

## Historia operacional
No se construyeron H-12 de producción, pero los prototipos y los aparatos de preproducción fueron usados para varios programas de desarrollo y pruebas.

## Variantes
Model 42
Incursión inicial de Bell en el mercado civil de lujo, cinco plazas. Fueron construidos tres prototipos, pero problemas serios imposibilitaron la producción.
Model 48
Designación de la compañía para la versión militar del Model 42, al que se designó R-12. Dos construidos como XR-12 y un contrato de producción de 34 unidades, cancelado en 1947.
Model 48A
Derivado más potente del Model 48 con un motor de 600 hp y 10 asientos. Un prototipo XR-12B/XH-12B fue producido y un lote de preproducción de 10 unidades también fue construido como YR-12B/YH-12B.
XR-12
Prototipo, redesignado XH-12, dos construidos.
R-12A
Versión de producción, 34 ordenados, pero cancelados.
XR-12B
Prototipo con motor más potente y acomodo incrementado, redesignado XH-12B, uno construido.
YR-12B
Como el XR-12B, pero con motor R-1340-55, redesignado YH-12B, 10 construidos.
XH-12
Redesignación de XR-12 en 1947.
XH-12B
Redesignación de XR-12B en 1947.
YH-12B
Redesignación de YR-12B en 1947.

## Operadores
Estados Unidos
- Fuerzas Aéreas del Ejército de los Estados Unidos
- Fuerza Aérea de los Estados Unidos[3]

## Especificaciones (XR-12B)
Referencia datos: Bell Aircraft since 1935

### Características generales
- Tripulación: Uno (piloto)
- Capacidad: Nueve pasajeros
- Longitud: 17,3 m (56,8 ft)
- Diámetro rotor principal: 14,5 m (47,5 ft)
- Altura: 3,4 m (11,2 ft)
- Área circular: 164,6 m² (1771,8 ft²)
- Peso cargado: 2851,3 kg (6284,3 lb)
- Planta motriz: 1× motor radial de 9 cilindros refrigerado por aire Pratt & Whitney R-1340-55 Wasp.
  - Potencia: 119 kW (164 HP; 162 CV)

### Rendimiento
- Velocidad nunca excedida (Vne): 169 km/h (105 MPH; 91 kt)
- Velocidad crucero (Vc): 144,8 km/h (90 MPH; 78 kt)
- Alcance: 483 km (261 nmi; 300 mi)
- Techo de vuelo: 3901 m (12 800 ft)

  - Techo absoluto: 4572 m (15 000 pies)
  - Techo en estacionario: 1325,9 m (4350 pies)

## Aeronaves relacionadas

### Desarrollos relacionados
- Bell Model 47
- Agusta-Bell AB.102

### Aeronaves similares
- Sikorsky H-19

### Secuencias de designación
- Secuencia Numérica de Bell: ← 39 - 40 - 41 - 42 - 43 - 44 - 45 - 47 - 48 - 49 - 50 - 52 →
- Secuencia R-_ (Alas Rotatorias del USAAC/USAAF, 1941-1948): ← R-9 - R-10 - R-11 - R-12 - R-13 - R-14 - R-15 →
- Secuencia H-_ (Helicópteros de la USAF, 1948-1962): ← H-9 - H-10 - H-11 - H-12 - H-13/J - H-15 - H-16 →